# Alexandr Dymovskikh
Alexandr Dymovskikh, né le 5 août 1983, est un coureur cycliste kazakhstanais.

## Biographie
Alexandr Dymovskikh devient néo-professionnel dans l'équipe kazakhe Capec en 2004. Plus à l'aise quand la route s'élève, Dymovskikh achèvera le premier Tour de Grèce de sa carrière à la seconde place, derrière Valeriy Dmitriyev. Âgé d’à peine 23 ans, le jeune coureur s'inscrit aux championnats du Kazakhstan de course côte. De nouveau, il s'installe à la deuxième marche du podium, cette fois derrière Sergey Renev, tout cela en 2005.
Une année plus tard, après s'être aguerri sur des courses comme le Tour du lac Qinghai, il participe au contre-la-montre par équipes des Jeux asiatiques avec Andrey Mizourov, Ilya Chernyshov et Dmitriy Gruzdev. Ils remportent ensemble la médaille d'or devant l'Iran et le Japon avec plus d'une minute et quinze secondes d’avance sur leur dauphin. 
Mais la dissolution de son équipe Capec vient gâcher la fête. Il se retrouve alors sans employeur et forcé de courir pour son équipe nationale comme plusieurs de ses coéquipiers. 
En 2008, il participe pour la première fois aux championnats du Kazakhstan du contre-la-montre qu'il achève à la 5e place, à trente secondes du vainqueur, Andrey Mizourov.
Il change de programme en 2009 et veut participer à des courses à étapes. D'abord sur le Tour du Maroc, où il remporte la troisième étape à Agadir avec plus d'une minute et demie d'avance sur Ioánnis Tamourídis mais aussi le classement général. Il enchaîne avec cinq courses à étapes différentes en Turquie. Il termine successivement 3e à Fethiye[Lequel ?], vainqueur à Adana et trois fois deuxième (Nevşehir, Sezonu Final et à Turkyie Genel).
Satisfait de son année mais toujours sans équipe, Dymovskikh continue ses courses à étapes au Tour de Thaïlande. Il finit troisième de la 5e étape et achève ainsi son tour à la 8e position, loin derrière le vainqueur final. En juin, il participe une nouvelle fois aux championnats du Kazakhstan avec pour intention de remporter l'épreuve sur route. Mais il n'y parvient pas, Maxim Gourov ayant pris la poudre d'escampette à trois kilomètres de l'arrivée pour triompher devant Assan Bazayev. Dymovskikh, quant à lui, terminera 5e.

## Palmarès
- 2005
  - 2e du Tour de Grèce
  - 2e du championnat du Kazakhstan de la montagne espoirs
- 2006
  -  Médaille d'or du contre-la-montre par équipes aux Jeux asiatiques
- 2009
  - Tour du Maroc :
    - Classement général
    - 1er étape

  - K.A.P. Adana :
    - Classement général
    - 1re étape

## Classements mondiaux
| Année           | 2005 | 2006 | 2007 | 2008 | 2009 | 2010 |
| --------------- | ---- | ---- | ---- | ---- | ---- | ---- |
| UCI Africa Tour |      | 86e  |      |      | 9e   |      |
| UCI Asia Tour   | 129e | 169e |      | 343e | 253e | 90e  |
| UCI Europe Tour | 525e |      |      |      |      |      |